# Advanced Linux Sound Architecture
Advanced Linux Sound Architecture, ofwel ALSA, levert audio- en MIDI-functionaliteit voor Linuxdistributies. Sinds versie 2.6 van de Linuxkernel is er ondersteuning ingebouwd voor ALSA. Voorgaande kernels moesten worden voorzien van patches.

## Functies
- Efficiënte ondersteuning van alle typen audio-interfaces, van geluidskaarten voor consumenten tot professionele multichannel audio-interfaces.
- Stuurprogramma's (drivers) voor geluidskaarten die volledig modulair zijn.
- SMP en thread-safe design.
- Een gebruikersruimte bibliotheek (alsa-lib) die het programmeren van programma's vereenvoudigt en die functionaliteit naar de kernel biedt.
- Ondersteuning voor de OSS-api, waarmee binaire compatibiliteit geleverd wordt voor de meeste OSS-programma's (de voorloper van ALSA).